# Alcis sorinaria
Alcis sorinaria är en fjärilsart som beskrevs av Eugen Wehrli 1943. Alcis sorinaria ingår i släktet Alcis och familjen mätare. Inga underarter finns listade i Catalogue of Life.